# Crazy (пісня Aerosmith)
"Crazy" — силова балада американського хард-рок гурту Aerosmith, написана Стівеном Тайлером, Джо Перрі та Дезмондом Чайлдом. Була випущена лейблом Geffen Records 3 травня 1994 року як сингл. Це був останній сингл з їх надзвичайно успішного одинадцятого, студійного альбому 1993 року Get a Grip, випущеного в травні 1994 року. «Crazy» протягом двох тижнів займала 17 місце в Billboard Hot 100 США, третє місце в Канаді та перше місце в Ісландії. У Фінляндії та Сполученому Королівстві досягнувши восьмого місця в першій країні та 23-го в другій.

## Музичний відеокліп
Відео на пісню було знято Марті Калнером і отримало широку ротацію на MTV. Це було одне з найбільш запитуваних відео 1994 року. Це була третя поява Алісії Сільверстоун у відео гурту, а також дебют у кар’єрі 16-річної доньки Стівена, Лів Тайлер. Рішення взяти Лів у відео для «Crazy» було засноване на тому, що творці відео побачили її в рекламі Pantene.
Відео нагадує кінофільм і зображує двох школярок, які пропускають уроки та тікають, їдучи на чорному кабріолеті Ford Mustang GT 1993 року випуску в манері, схожій на фільм-хіт 1991 року «Тельма і Луїза». Ці двоє використовують свою зовнішність, щоб отримати перевагу від продавця станції технічного обслуговування, і, потребуючи грошей, беруть участь у аматорських змаганнях з танців на пілоні. Відео відредаговано, щоб показати схожість сценічних рухів Стівена Тайлера та дочки Лів. Дівчата виграють танцювальний конкурс, а потім проводять ніч у мотелі. Наступного дня вони продовжують свою подорож, де вони зустрічають молодого спітнілого фермера без сорочки (роль якого грає модель Дін Келлі) на тракторі, який обробляє землю в сільській місцевості. Вони переконують його приєднатися до них у їхній подорожі, де вони всі купаються в озері. Дівчата знімають з нього одяг і залишають його біля озера. Голий, він женеться за ними і знову приєднується до них у кабріолеті. На останніх секундах відео видно слово «Crazy», написане курсивом на ріллі біля все ще працюючого трактора, коли фермер біжить до нього, а дівчата їдуть.
Джейсон Лондон робить коротку камео в кінці сцени з тегами, повторюючи свого персонажа з відео "Amazing".

## Чарти
| Чарт (1994–2011)                                           | Пік позиції |
| ---------------------------------------------------------- | ----------- |
| Canada Top Singles (RPM)                                   | 3           |
| Європа (Eurochart Hot 100) with "Blind Man"                | 47          |
| Фінляндія (Suomen virallinen lista) with "Blind Man"       | 8           |
| Німеччина (Чарти GfK Entertainment)                        | 43          |
| Ісландія (Íslenski Listinn Topp 40)                        | 1           |
| Нідерланди (Dutch Top 40)                                  | 30          |
| Нідерланди (Mega Single Top 100)                           | 28          |
| Польща (Polish Airplay New)                                | 5           |
| Шотландія (Official Charts Company) with "Blind Man"       | 21          |
| Швейцарія (Media Control AG)                               | 28          |
| Велика Британія (Official Charts Company) with "Blind Man" | 23          |
| UK Rock Chart (Official Charts Company)                    | 34          |
| США (Billboard Hot 100)                                    | 17          |
| США (Mainstream Rock) (Billboard)                          | 7           |
| США (Mainstream Top 40) (Billboard)                        | 7           |

| Чарт (1994)                         | Позиція |
| ----------------------------------- | ------- |
| Canada Top Singles (RPM)            | 30      |
| Ісландія (Íslenski Listinn Topp 40) | 23      |
| US Billboard Hot 100                | 68      |